# Óblast de Kubán-Mar Negro
El Óblast de Kubán-Mar Negro(en ruso: Куба́но-Черномо́рская о́бласть, Kúbano-Chernomórskaya óblast) fue una división administrativa (un óblast) de la República Socialista Federativa Soviética de Rusia que existió de 1920 a 1924. Su centro administrativo era Krasnodar (en el momento de su creación, la ciudad era llamada Ekaterinodar).
Cuando el poder soviético fue restablecido en la región del Kubán en marzo de 1920, el poder ejecutivo en la región le correspondió formalmente al Comité Ejecutivo Provisional del Kubán, establecido el 18 de marzo de 1920. El 27 de marzo de 1920, las tareas del comité fueron transferidas al Comité Revolucionario del Óblast de Kubán, que supervisaba los territorios del óblast de Kubán y la gubernia del Mar Negro. El 29 de marzo del mismo año el comité fue renombrado "Comité Revolucionario Kubán Mar Negro", con lo que se empezó a denominar al territorio conjunto del óblast y la gubernia como "Óblast Kubán-Mar Negro", por el nuevo nombre del comité, aunque no se hizo oficial la nueva unidad administrativa hasta el 7 de diciembre.
El 7 de agosto de 1920, la jurisdicción sobre el óblast del Kubán-Mar Negro, así como otros territorios vecinos pasó al Soviet Revolucionario del Ejército de Trabajadores Rusos del Sudeste. Aunque el soviet dejó de existir en 1921, el territorio de su jurisdicción continuó siendo llamado informalmente como "Sudeste" (algunas veces como "krai del Sudeste" o "óblast del Sudeste.").
El óblast de Kubán-Mar Negro cesó de existir el 13 de febrero de 1924, al ser reorganizado en cuatro ókrugs del krai del Sudeste.

## División administrativa
- Otdel de Labinsk
- Otdel de Krasnodar
- Otdel de Kavkázskaya
- Otdel de Maikop
- Otdel de Temriuk
- Otdel de Yeisk
- Ókrug del Mar Negro